# Albana di Romagna
Albana di Romagna (oder: Romagna Albana DOCG) ist ein italienischer Weißwein, der in einem großen norditalienischen Gebiet zwischen den Städten Imola und Savignano sul Rubicone in der Region Emilia-Romagna angebaut und hergestellt, welches die Provinzen Bologna, Forlì und Ravenna umfasst. Es handelt sich um Weine, die ab 1967 eine „kontrollierte Herkunftsbezeichnung“ (Denominazione di origine controllata – DOC) aufwiesen und seit dem 22. September 2009 in die nächsthöhere Qualitätsstufe (DOCG) eingruppiert wurden. Die Denominazione wurde zuletzt am 7. März 2014 aktualisiert.

## Erzeugung
Der Wein muss zu mindestens 95 % aus der Rebsorte Albana bestehen. Höchstens 5 % andere weiße Rebsorten, die für den Anbau in der Region Emilia-Romagna zugelassen sind, dürfen zugesetzt werden.
Der Weißwein wird in den Geschmacksrichtungen secco (trocken), amabile (lieblich), dolce (süß) und passito (süß auf der Basis getrockneter Trauben) ausgebaut. Alle diese Weine haben seit 1987 den Status einer DOCG.
Im Jahr 2017 wurden 14.691 hl Wein erzeugt. (Stand 2018)

## Anbaugebiet
Zugelassene Rebflächen befinden sich in den Gemeinden Borgo Tossignano, Casalfiumanese, Castel San Pietro Terme, Dozza, Fontanelice, Castrocaro Terme e Terra del Sole, Longiano, Meldola, Montiano, Roncofreddo, Brisighella, Casola Valsenio und Riolo Terme sowie in Teilgebieten der Gemeinden Imola, Ozzano dell’Emilia, Cesena, Forlì, Forlimpopoli, Savignano sul Rubicone, Castel Bolognese und Faenza.

## Beschreibung
Laut Denomination (Auszug):

### Albana di Romagna secco
Der trockene Weißwein reift ca. 6 Monate beim Winzer und sollte möglichst rasch getrunken werden. Er kann maximal 2 Jahre gelagert werden.
- Farbe: strohgelb, bei Reifung Tendenz zu goldfarben
- Geruch: mit leichtem charakteristischen Geruch von Albana
- Geschmack: trocken, ein wenig tanninhaltig, warm und harmonisch
- Alkoholgehalt: mindestens 12,0 Vol.-%
- Säuregehalt: mind. 4,5 g/l
- Trockenextrakt: mind. 16,0 g/l

### Albana di Romagna amabile
Der liebliche Weißwein reift ca. 6 Monate beim Winzer und sollte ebenfalls möglichst rasch getrunken werden.
- Farbe: strohgelb, bei Reifung Tendenz zu goldfarben
- Geruch: mit leichtem charakteristischen Geruch von Albana
- Geschmack: fruchtig, lieblich, angenehm, charakteristisch
- Alkoholgehalt: mindestens 12,5 Vol.-%
- Säuregehalt: mind. 4,5 g/l
- Trockenextrakt: mind. 16,0 g/l
- Gesamtzuckergehalt:  mind. 12 g/l, aber nicht mehr als 30 g/l

### Albana di Romagna dolce
Der Wein kann ca. 5–7 Jahre gelagert werden.
- Farbe: strohgelb, bei Reifung Tendenz zu goldfarben
- Geruch: mit leichtem charakteristischen Geruch von Albana
- Geschmack: fruchtig, lieblich, angenehm, charakteristisch
- Alkoholgehalt: mindestens 8,5 Vol.-%, mit einem Rest von mindestens 4,0 % potentiellem Alkoholgehalt
- Säuregehalt: mind. 4,5 g/l
- Trockenextrakt: mind. 18,0 g/l
- Gesamtzuckergehalt:  mind. 45 g/l, aber nicht mehr als 80 g/l

### Albana di Romagna passito
Der passito wird aus getrockneten Trauben gekeltert und gehört zu den guten Dessertweinen Italiens. Durch den Trocknungsprozess entstehen fast Rosinen, die zu Wein verarbeitet werden. Die Herstellung ist aufwändig. Der Wein kann max. 5–7 Jahre gelagert werden.
- Farbe: goldgelb, Tendenz zu bernsteinfarben
- Geruch: intensiv, charakteristisch
- Geschmack: samtig, angenehm lieblich bis süß
- Alkoholgehalt: mindestens 12,5 Vol.-%, mit einem Rest von mindestens 4,5 % potentiellem Alkoholgehalt
- Säuregehalt: mind. 5,0 g/l
- Trockenextrakt: mind. 27,0 g/l